# Wöhlerite
La wöhlerite, parfois orthographié woehlerite ou même wohlerite, est un minéral, membre du supergroupe des amphiboles et du sous-groupe de la wöhlerite de formule Na2Ca4ZrNb(Si2O7)2O3F, elle a été nommée en l'honneur du chimiste allemand Friedrich Wöhler (1800-1882) et été décrite (avec certaines erreurs) pour la première fois par son compatriote le minéralogiste Theodor Scheerer (de) en 1843, mais sa structure cristalline n'a été déterminée par Mellino & Merlino qu'en 1979. Une fois approuvée, elle a été admise par l'IMA avec une autre formule chimique : Na2Ca4Zr(Nb,Ti)(Si2O7)2(O,F)4, et le symbole Wöh,.

## Propriétés
La wöhlerite possède du pléochroïsme peu marqué. Selon l'axe sur lequel le minéral est visualisé, il semblerait qu'elle change de couleur. En la regardant de l'axe x et y, elle apparaît presque incolore à jaune pâle, tandis qu'en la regardant sur l'axe z, elle prend une couleur jaune paille. Minéral granuleux, elle a des cristaux prismatiques qui peuvent croître jusqu'à 3 cm. Elle est épaisse et tabulaire sur {100}. Selon Brøgger en 1890 ces formes sont les plus fréquentes : {210}, {130}, {120}, {110}, {101}, {100}, {011}, {001}, {-101} et {-111}. Il existe d'autres formes observées comme {720}, {311}, {121}, {111}, {021}, {012}, {010}, {-121}, {-161}, {- 201}, {-211}, {-212} et {-221}. Elle a un mode paragénétique des syénites. Le zircon, le microcline, la néphéline, la spreustein et le groupe du pyrochlore font partie des minéraux associés. La wöhlerite est un minéral accessoire dans les syénites à néphéline et dans les fénites, associée à des intrusifs alcalins. En phase tardive, elle peut être trouvée dans les pegmatites alcalines, et aussi dans les carbonatites. Elle se compose principalement d'oxygène (35,22 %) et de calcium (19,26 %), puis de silicium (14,21 %), de zirconium (11,54 %), de niobium (9,40 %), de sodium (5,82 %), de fluor (2,88 %) et de fer (1,41 %). Sa cassure est fragile et éclatée, ce qui signifie que la fracture fragile laisse des fragments de cristal éclatés. Puisqu'elle est granuleuse, elle se produit dans la matrice en cristaux anédriques à sous-édriques. Minéral prismatique et tabulaire, sa forme cristalline est généralement un prisme élancé et elle présent un épaisseur dans une direction. L'analyse aux ultraviolets — ondes longues et à ondes courtes — ne révèle pas de propriétés luminescentes.

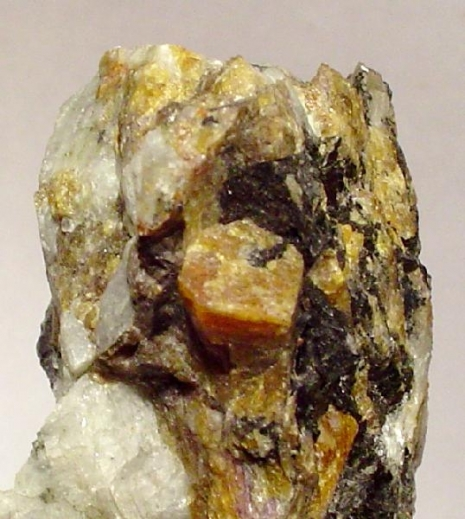
Taille :

## Formation et gisements
La localité type de la wöhlerite est l'île norvègienne de Lauvøya. Elle y a été décrite pour la première fois à partir de plusieurs pegmatites de syénite par Scheerer, et comme le gisement précis est inconnu, l'île mentionnée par Scheerer est devenue la localité type. Bien qu'elle ait été décrite principalement dans les roches alcalines, il existe des signalements de carbonatite de wöhlerite. Cette forme rare se trouve dans des roches de calcite-silicate de composition variable. La composition des roches hôtes est variable, en raison de leur nature hétérogène. Les roches mixtes forment la marge ouest du complexe de l'intrusion centrale de carbonatite sövitique. Ils représentent le faciès magmatique de bordure de l'intrusion.
Bien que le minéral soit rare, les gisements de wölherite sont nombreux. Ils sont situés principalement en Norvège (83 localisations), puis dans le reste de l'Europe (une quinzaine), et pour le reste du monde, il en reste une vingtaine.